# Тшецяк, Мирослав
Мирослав Войцех Тшецяк, также известный по прозвищу Франек (пол. Mirosław Wojciech Trzeciak "Franek"; род. 11 апреля 1968 года в Кошалине) — польский футболист, играл на позиции нападающего.

## Биография
Тшецяк родился в Кошалине и начал заниматься футболом в местной «Гвардии». Большую часть карьеры провёл в «Лехе» из Познани. В составе клуба выиграл три чемпионата, один кубок и один Суперкубок. В 1995 году выступал за швейцарский «Янг Бойз», но в следующем году вернулся в «Лех». В 1996 году на несколько месяцев оказался в «Маккаби Тель-Авив», но так и не сыграл за клуб. По возвращении в Польшу играл за «Лодзь», а оставшуюся часть карьеры провёл в Испании за «Осасуну» и «Полидепортиво». В Ла Лиге он сыграл лишь десять матчей в сезоне 2000/01, когда «Осасуна» повысилась в классе.
В течение восьми лет он был также игроком сборной Польши (22 матча, восемь голов), но, когда сборную возглавлял Януш Вуйчик (1997—1999), Тшецяка постепенно перестали вызывать в команду.
После окончания футбольной карьеры Тшецяк остался в Андалусии, где тренировал юношеские составы «Полидепортиво». Впоследствии он вернулся в Польшу и стал спортивным комментатором, комментировал чемпионат мира по футболу 2006. В январе 2007 года начал работать директором по развитию в «Легии», 24 апреля он стал вице-президентом правления клуба по совместительству. 15 марта 2010 года покинул должность.